# Bárðarkista
Bárðarkista är en bergstopp i republiken Island. Den ligger i regionen Västlandet, 120 km nordväst om huvudstaden Reykjavík. Toppen på Bárðarkista är 668 meter över havet.
Närmaste större samhälle är Ólafsvík, nära Bárðarkista. Trakten runt Bárðarkista består i huvudsak av gräsmarker.